# Ivan Saltîkov
Contele Ivan Petrovici Saltîkov (în rusă Иван Петрович Салтыков; n. 28 iunie 1730 – d. 14 noiembrie 1805) a fost un feldmareșal rus, guvernator general al Moscovei (1797-1804) și proprietar al marii moșii Marfino.

## Biografie
Ivan a fost singurul fiu al feldmareșalului Piotr Semionovici Saltîkov. A început serviciul militar la vârsta de 15 ani în Regimentul de gardă Semionovski cu gradul de soldat. În 1758 a fost admis la curtea imperială în rangul de kamer-junker.
În cursul Războiului de Șapte Ani (1756-1763) Saltîkov s-a distins atât în operațiunile de capturare ale orașelor Königsberg și Elbing, cât și în Bătălia de la Zorndorf. După încheierea păcii a fost avansat la gradul de general-maior și a fost decorat cu Ordinul „Sfânta Ana” cl. a II-a de către împăratul Petru al III-lea. Cu ocazia încoronării împărătesei Ecaterina cea Mare i s-a acordat Ordinul „Sf. Alexandru Nevski”.
La începutul Războiului Ruso-Turc din 1768–1774, generalul-locotenent Ivan Saltîkov a servit sub comanda mareșalului Piotr Rumianțev în Bătălia de la Cahul (1770). El a participat, de asemenea, și la capturarea Cetății Hotin. Comandând forțele de cavalerie grea ale Armatei Ruse, el s-a remarcat prin vitejia sa și a fost decorat cu Ordinul Sf. Gheorghe, clasa a II-a, și cu Spada de aur pentru vitejie cu diamante. La sfârșitul încă unui război, Saltîkov a devenit general plin și a fost numit la comanda unui corp de armată staționat în provinciile poloneze recent dobândite ale imperiului.
În 1780 a plecat într-o călătorie peste granițele Rusiei pentru a îmbunătăți starea de sănătate a familiei sale. Împreună cu soția și cu copiii mici a călătorit la Berlin, Dresda și Bruxelles. Ei au locuit trei luni la Londra și au petrecut o mare parte a unui an la Paris, unde familia Saltîkov a dus un trai atât de extravagant, încât un mesager rus la curtea franceză i-a scris contelui Aleksandr Voronțov că „ei sunt rușinea întregii noastre națiuni”.
În 1784 a devenit guvernator al viceregatelor Vladimir și Kostroma, fiind numit în același timp general-adjutant. În 1788 a izbucnit din nou un război cu Turcia, iar generalul a fost chemat pentru a se alătura armatei de câmp. Armata sa a reușit să recaptureze Cetatea Hotin. În 1790 împărăteasa Ecaterina i-a încredințat comanda armatei din Finlanda. La semnarea Tratatului de la Värälä, Saltîkov a primit gradul de locotenent-colonel onorific în Regimentul de Gardă Călare și a fost decorat cu Ordinului Sfântul Andrei cu diamante.
Conducerea militară a lui Saltîkov s-a distins în primul rând prin vitejia sa extraordinară. Îi lipseau totuși abilitățile militare în alte domenii de comandă, iar, potrivit unor mărturii, generalisimul Suvorov ar fi fost extrem de sceptic cu privire la abilitățile sale de comandant. În plus, Saltîkov a fost implicat într-o controversă cu Rumianțev, ceea ce l-a determinat în 1795 să se retragă din armată, dar în anul următor noul împărat Pavel I l-a rechemat în serviciul militar activ. Noul împărat i-a oferit numeroase distincții și l-a numit comandant al Regimentului Imperial de Cuirasieri și guvernator general al Kievului. La scurt timp Saltîkov a fost avansat la gradul de feldmareșal și a devenit inspector general de cavalerie al întregii armate.
Spre sfârșitul anului 1797 Saltîkov a fost numit în funcția de guvernator general al Moscovei, care fusese deținută într-o epocă anterioară de tatăl său. În realitate, capitala rusă a fost administrată de un alt favorit al împăratului: șeful poliției, originar din Prusia, Fiodor Ertel. Contele Saltîkov a avut doar un rol decorativ, comandând paradele militare organizate în oraș cu ocazia diferitelor sărbători și apărând în public doar cu prilejul unor ceremonii. Moscoviții și-au amintit mult timp după aceea de stilul său de viață luxos și risipitor.
Moartea soției sale în 1802 a fost o lovitură grea pentru Saltîkov și a cauzat deteriorarea sănătății sale, fapt ce l-a determinat să solicite ieșirea sa la pensie în 1804. S-a mutat la Sankt Petersburg, unde a locuit în casa bogatului său ginere Piotr Miatlev, și a murit în scurt timp. El a fost înmormântat lângă tatăl său, în satul Nikolskoe de lângă Rostov.

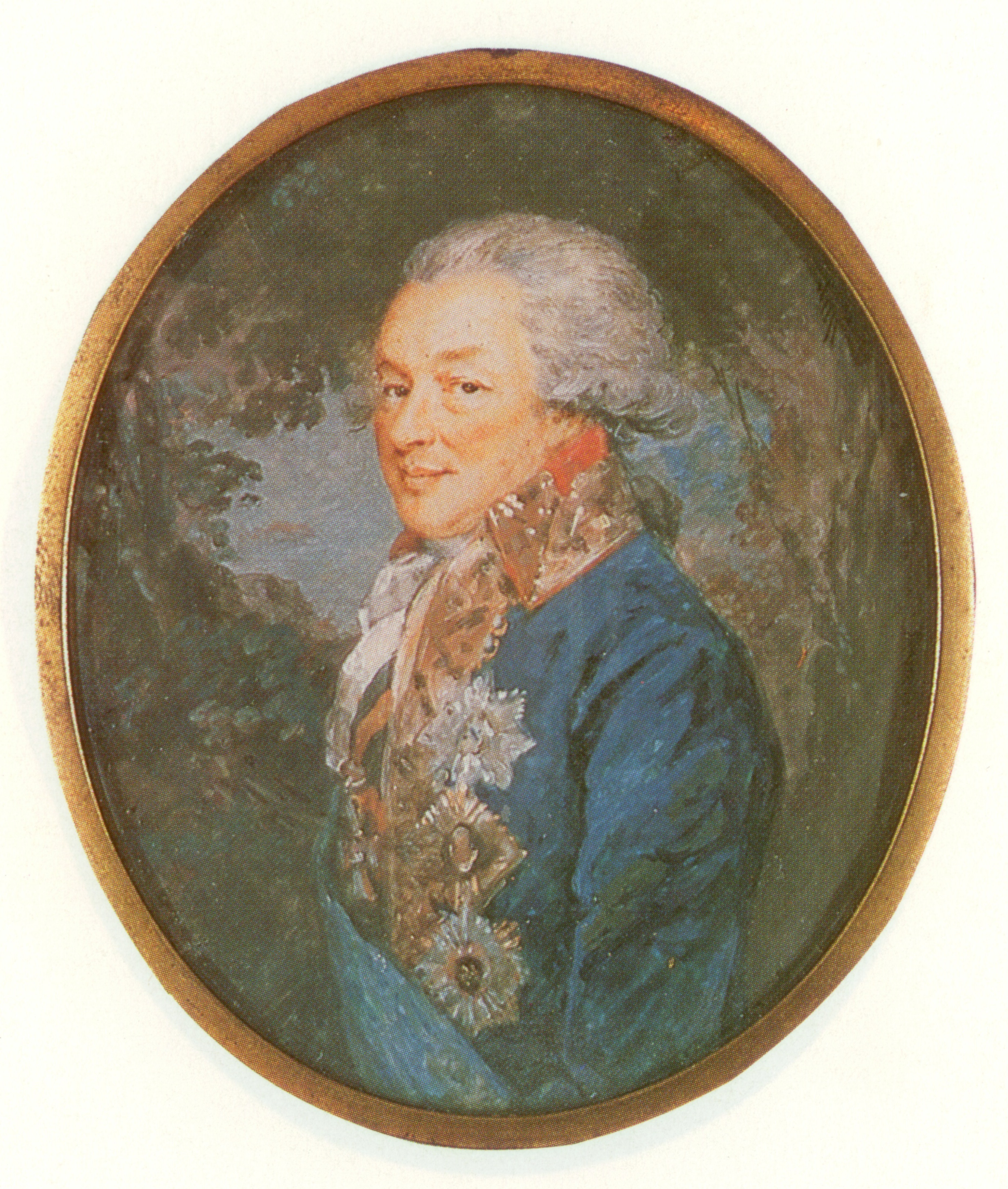
I.P. Saltîkov, 1790

## Familie
Contele Saltîkov s-a căsătorit în 1769 cu Daria Petrovna Saltîkova, fiica renumitului diplomat Piotr Grigorievici Cernîșîov. Ea era respectată ca unul dintre stâlpii înaltei societăți din Moscova și avea o relație extrem de apropiată cu soțul ei. Împreună, ei au avut patru copii: Praskovia (1772—1859), Ekaterina (1776-1815), Anna (1777—1824) și Piotr (1784—1813). Toate fiicele au slujit ca doamne de onoare la Curtea Imperială și două dintre ele s-au căsătorit și au avut copii. Piotr a călcat pe urmele tatălui său și a devenit ofițer de cavalerie. Era colonel în Armata Rusă în timpul campaniei în Rusia a lui Napoleon, dar a murit după mai puțin de un an din cauza complicațiilor medicale survenite în urma unei răni căpătate în luptă. Era necăsătorit și nu avea copii.